# Предраг Леовац
Предраг „Пеђа” Леовац (Пљевља, 20. децембар 1975 — Кошаре, 14. април 1999) био је потпоручник Војске Југославије. Погинуо је у бици на Кошарама 14. априла 1999. године у борби са албанским терористима.

## Биографија
Пеђа Леовац је рођен 20. децембра 1975. године у Пљевљима, тадашњој СР Црној Гори и СФР Југославији. У Пљевљима је завршио основну школу и гимназију, а након тога уписује Војну академију у Београду — смер пешадија. Бавио се и каратеом. Трчао је Београдски полумаратон и маратон и био мајстор реалног аикида као питомац Љубомира Врачаревића.
Након завршетка Војне академије добија распоред у Приштински корпус, 125. моторизовану бригаду, 53. гранични батаљон Војске Југославије, као командир интервентног вода на караули Ћафа Прушит. Успео је да се наметне као врло одважан и способан млади официр што су знали да цене његови војници, али и старешине.
Дана 27. октобра 1998. године, на Свету Петку, за време његове патроле дуж границе са Албанијом, војни пас је ушао у минско поље и активирао једну противпешадијску мину. Мина је тешко ранила Пеђу Леовца. Гелер му је поломио виличну кост на три дела и зауставио се испод леве плећке. Пушка му је одлетела из руку у дубину минског поља. Пеђа, иако тешко рањен, био је довољно прибран да смири војника који је кренуо да пуца из митраљеза мислећи да су нападнути, те је сам позвао помоћ и сишао до карауле, одакле је хеликоптером пребачен прво за Приштину, а затим на Војномедицинску академију. Након операције, његов отац је тражио да се Пеђа врати за Пљевља, на опоравак, како не би заузимао кревет другим рањеницима који су свакодневно пристизали. Током опоравка је изгубио доста килограма.
У фебруару 1999. године, иако недовољно опорављен, Пеђа се упутио за Ђаковицу, до канцеларије мајора Душка Шљиванчанина, који је био затечен што га види. Прво што је урадио је одлазак до минског поља у којем је рањен, те је узео своју пушку. Након напада на Кошаре 9. априла, Пеђин вод је уведен у борбу 11. априла. Пеђа је оставио своје младе војнике у позадини, рекавши да не жели да води своје младе војнике у смрт и отишао на задатак са тридесет искуснијих резервиста, који су ту пристигли. Три дана је без хране и воде водио борбу за гранични камен Ц4. У сукобима са албанским терористима, у рејону карауле Кошаре, бива смртно погођен снајпером. Преминуо је на путу до болнице у Ђаковици. Сахрањен је у пљеваљском селу Тикова.

## Наслеђе
Пеђино дело остало је упамћено и поштовано, како у његовим родним Пљевљима, тако у целој Црној Гори и Србији. Пеђино име је носила пљеваљска улица у којој је живео, као и караула на граници са Босном и Херцеговином. Када је чување граница од војске преузела полиција у Црној Гори, табла са његовим именом је скинута. Данас у Пљевљима постоји и Културни центар „Предраг Пеђа Леовац”, који баштини сећање на Пеђу Леовца и бави се хуманитарним радом. У његову част је песник Рајко Палибрк написао песму Витезу са Кошара. Пеђа Леовац се такође спомиње у уџбеницима историје за осми разред у Србији.
Етно певачица Бранка Зечевић је стихове које написао Александар Тошић испевала 2022. године у песми „Знаш ли рећи ко је Пеђа”. Цео пројекат је подржао Иванград студио из Берана.
На Видовдан 2024. године, откривен је споменик потпоручнику Леовцу у Пљевљима, церемонији су присуствовали премијер Србије Милош Вучевић, делегација Министарства одбране и Војске Србије и амбасадор Републике Србије у Црној Гори Небојша Родић.

## Одликовања
- Орденом за заслуге у области одбране и безбедности.[8]
- Медаља за храброст Милош Обилић (28. јун 2025)[9]